# Кестерт
Кестерт (нем. Kestert) — община в Германии, в земле Рейнланд-Пфальц.
Входит в состав района Рейн-Лан. Подчиняется управлению Лорелай. Население составляет 659 человек (на 31 декабря 2010 года). Занимает площадь 6,90 км².